# Чернышиха (Воскресенский район)
Чернышиха — деревня в Воскресенском районе Нижегородской области России. Входит в состав Капустихинского сельсовета.

## География
Деревня находится на правом берегу реки Ветлуга.

### Часовой пояс
Деревня Чернышиха, как и вся Нижегородская область, находится в часовой зоне МСК (московское время). Смещение применяемого времени относительно UTC составляет +3:00.

## Население
| 1999 | 2002 | 2010 |
| ---- | ---- | ---- |
| 100  | ↗114 | ↘107 |

## Улицы
- ул. Берёзовая,
- ул. Набережная,
- ул. Новая,
- ул. Полевая,
- ул. Южная.